# Коптязинский сельсовет
Коптязинский сельсовет — упразднённая административно-территориальная единица, существовавшая на территории Московской губернии и Московской области до 1954 года.
Зденежский сельсовет возник в первые годы советской власти. По данным 1922 года он находился в составе Судисловской волости Волоколамского уезда Московской губернии.
В 1924 году Зденежский с/с был переименован в Коптязинский сельсовет.
По данным 1926 года в состав сельсовета входили 2 населённых пункта — Коптязино и Зденежье.
В 1929 году Коптязинский с/с был отнесён к Шаховскому району Московского округа Московской области. При этом к нему был присоединён Плетецинский с/с.
17 июля 1939 года из упразднённого Назарьевского с/с в Коптязинский были переданы селения Назарьево и Чухолово, а также селения Рождествено и Стариково упразднённого Лобановского с/с.
4 января 1952 года из Коптязинского с/с в Судисловский были переданы селения Рождествено и Стариково, а в Белоколпский с/с — селение Пленицино.
14 июня 1954 года Коптязинский с/с был упразднён, а его территория в полном составе передана в Белоколпский с/с.